# Грин Риџ (Мисури)
Грин Риџ (енгл. Green Ridge) град је у америчкој савезној држави Мисури.

## Демографија
По попису из 2010. године број становника је 476, што је 31 (7,0%) становника више него 2000. године.
| Група             | 2000.       | 2010.       |
| Белци             | 429 (96,4%) | 452 (95,0%) |
| Афроамериканци    | 0 (0,0%)    | 1 (0,2%)    |
| Азијати           | 0 (0,0%)    | 0 (0,0%)    |
| Хиспаноамериканци | 13 (2,9%)   | 13 (2,7%)   |
| Укупно            | 445         | 476         |